# Asplenium hastatum
Asplenium hastatum là một loài dương xỉ trong họ Aspleniaceae. Loài này được Klotzsch ex Kunze mô tả khoa học đầu tiên năm 1850.